# Les Amants réguliers
Pour les articles homonymes, voir Les Amants.
Pour plus de détails, voir Fiche technique et Distribution.
Les Amants réguliers est un film français réalisé par Philippe Garrel, sorti en 2005.

## Synopsis
En 1969, un groupe de jeunes fument de l'opium et se remémorent les événements de mai 1968. Parmi eux, un jeune homme se souvient avoir aperçu, pendant l'insurrection, une jeune fille faisant partie du groupe et les deux vont connaître une histoire d'amour.

## Fiche technique
- Titre : Les Amants réguliers
- Réalisation : Philippe Garrel
- Scénario : Marc Cholodenko et Arlette Langmann
- Production : Gilles Sandoz pour Maïa Films et arte France Cinéma
- Musique : Jean-Claude Vannier
- Photographie : William Lubtchansky
- Montage : Françoise Collin et Philippe Garrel
- Pays d'origine :  France
- Format : noir et blanc- 1,85:1 - Dolby Digital - 35 mm
- Durée : 178 minutes
- Date de sortie :
  - Septembre 2005 : (Mostra de Venise)
  - 14 septembre 2005 : (Festival de Toronto)
  - 26 octobre 2005 ( France)

## Distribution
- Louis Garrel : François Dervieux
- Clotilde Hesme : Lilie
- Julien Lucas : Antoine
- Eric Rullia : Jean-Christophe
- Nicolas Bridet : Luc, cousin d'Antoine
- Mathieu Genet : Nicolas
- Rebecca Convenant : Charlène
- Marc Barbé : Jean
- Nicolas Maury : Gauthier
- Maurice Garrel : Lucien, le grand-père de François
- Brigitte Sy : la mère de François
- Martine Schambacher : la mère de Jean-Christophe
- Anthony Paliotti
- Florence Payros
- Pierre Mignard
- Sylvain Creuzevault
- Joséphine de Meaux
- Alexandre Zambeaux
- Céline Sallette

## Bande originale
Sauf indication contraire, les informations mentionnées dans cette section peuvent être confirmées par le générique de fin de l'œuvre audiovisuelle présentée ici, ainsi que par la base de données cinématographiques IMDb,  présente dans la section « Liens externes ».
- Vegas - Nico
- Petite agonie de l'enfant assassin - Jean-Claude Vannier
- This Time Tomorrow (en) - The Kinks
- Musiques tziganes - Alexandre Romanès et sa troupe

## Autour du film
Sauf indication contraire ou complémentaire, les informations mentionnées dans cette section proviennent du générique de fin de l'œuvre audiovisuelle présentée ici.
Le film est dédié à Daniel Pommereulle.

## Distinctions
- Mostra de Venise 2005 : Lion d'argent du meilleur réalisateur pour Philippe Garrel, Osella d'or à William Lubtchansky pour sa contribution artistique exceptionnelle.
- Prix Louis-Delluc (2005)
- César du meilleur espoir masculin (2006) pour Louis Garrel[1].